# USS Boxer (1945)
USS Boxer (CV-21) was een vliegdekschip van de Amerikaanse zeemacht uit de Essexklasse, gebouwd door Newport New Shipbuilding and Drydock Co. Het was een van de "verlengde" Essexen. Het werd tewatergelaten op 14 december 1944 en kwam in dienst op 16 april 1945. Dat was te laat om nog actieve dienst te doen tijdens de Tweede Wereldoorlog. 
USS Boxer werd ingedeeld bij de Pacific Fleet. Het schip werd aanvankelijk vooral gebruikt voor oefeningen en bij manoeuvres. Op 10 maart 1948 steeg voor het eerst een straaljager op vanop een Amerikaans vliegdekschip; dit was een North American FJ-1 Fury die vanop USS Boxer opsteeg.
Het vliegdekschip werd ingezet tijdens de Koreaanse oorlog (1950-1953), eerst om vliegtuigen vanuit Amerika naar Korea te vervoeren. Later nam ze actief deel aan de gevechten, met aan boord onder meer  Vought F4U Corsairs, Douglas AD Skyraiders en Grumman F9F Panthers.
Op 5 augustus 1952 brak er brand uit in het hangardek van het vliegdekschip, nadat een brandstoftank van een vliegtuig vuur vatte. Acht bemanningsleden kwamen om het leven en achttien vliegtuigen werden vernield of beschadigd.
Na de Koreaanse Oorlog werd het schip omgebouwd voor anti-onderzeeëroorlogvoering, en omgedoopt tot CVS-21. In 1959 werd het een helikopterschip (landing platform helikopter LPH-4).
Boxer nam niet actief deel aan de vijandelijkheden in de Vietnamoorlog maar werd in dat conflict gebruikt om helikopters en vliegtuigen naar Vietnam te transporteren. In 1965 nam Boxer deel aan Operation Power Pack, de Amerikaanse interventie in de Dominicaanse Republiek. Het schip bracht Amerikaanse mariniers aan en evacueerde Amerikaanse burgers uit het land.
Boxer werd in 1966 nog gebruikt in het Apolloprogramma. Een helikopter van het schip recupereerde op 26 februari 1966 de eerste onbemande Apollo-capsule in de Atlantische Oceaan.
Het schip werd uit dienst genomen in december 1969, en is later verkocht om te worden gesloopt.